# Todea
Todea is een klein geslacht met twee recente soorten varens uit de koningsvarenfamilie (Osmundaceae). Het zijn grote, terrestrische varens, van ver lijkend op boomvarens, uit tropische streken van Afrika en Oceanië.

## Naamgeving en etymologie
De botanische naam Todea is een eerbetoon aan de Duitse botanicus Heinrich Julius Tode (1733-1797).

## Kenmerken
Todeas zijn grote, stevige varens met veren tot 1,2 m lang. Het rizoom groeit rechtop en kan bij ouderen planten een schijnstam vormen die tot 1 m hoog wordt. De veren zijn lang ovaal, dubbel geveerd en lederachtig.
Ze onderscheiden zich, net als die van het geslacht Leptopteris, van de overige leden van de koningsvarenfamilie door de sporendoosjes, die op de onderzijde van de vruchtbare bladen (sporofyllen) gedragen worden.
Naast de twee recente soorten zijn er in het Onder-Krijt van Vancouvereiland (Canada) ook fossiele, gemineraliseerde rizomen gevonden van een derde soort, Todea tidwellii.

## Habitaten verspreiding
Todea-soorten zijn terrestrische planten uit het tropisch regenwoud van Zuid-Afrika, Australië, Nieuw-Zeeland en Papoea-Nieuw-Guinea.

## Taxonomie
Het geslacht telt twee recente en één uitgestorven soort.
- Todea barbara (L.) Moore (1857)
- Todea papuana Hennipman (1968)
- Todea tidwellii Jud et al. (2008) †

Geslacht: Leptopteris

Soorten: L. alpina · L. fraseri · L. hymenophylloides · L. laxa · L. moorei · L. superba · L. wilkesiana · L. ×intermedia

Geslacht: Osmunda (+Plenasium)

Soorten: O. angustifolia · O. banksiifolia · O. claytoniana · O. collina · O. gracilis · O. herbacea · O. huegeliana · O. japonica · O. javanica · O. lancea · O. mildei · O. piresii · O. regalis (Koningsvaren) · O. vachellii · O. ×ruggii

Geslacht: Osmundastrum

Soort: O. cinnamomeum (Kaneelvaren)

Geslacht: Todea

Soorten: T. barbara · T. papuana · T. tidwellii